# Beaufin
Beaufin est une commune française située dans le département de l'Isère, en région Auvergne-Rhône-Alpes.
Située dans un secteur de moyenne montagne, c'est l'une des communes les moins peuplées du département et ses habitants sont dénommés les Beaufinois.

## Géographie

### Situation et description
La commune de Beaufin est située dans le sud-est du département de l'Isère, appuyée sur les flancs du massif du Dévoluy (montagne de Faraud) au sud, et faisant face au Grun de Saint-Maurice, partie avancée du massif des Écrins, au nord-est.
Beaufin est à l'écart du Dévoluy côté sud-ouest et du Champsaur au sud-est, mais aussi séparé du Beaumont par le ravin du Drac au nord. C'est cependant à ce dernier pays que Beaufin est rattaché administrativement et économiquement.
Le territoire de la commune comporte trois niveaux bien individualisés : à l'ouest et au sud, les pentes de la montagne de Faraud, rocheuses nues dans leur partie haute (plus de 1 600 mètres) et boisées dans leur partie basse ; au centre la plaine cultivée, où se loge le village ; au nord et à l'est, les pentes descendant vers le Drac, à nouveau boisées.

### Lieux-dits et écarts
- Les Feutrières, hameau situé au sud-est de la commune dans la plaine du Drac, mal rellié au chef-lieu.

### Communes limitrophes
- Ambel (Isère)
- Monestier-d'Ambel (Isère)
- Le Glaizil (Hautes-Alpes)
- Saint-Firmin (Hautes-Alpes)
- Aspres-lès-Corps (Hautes-Alpes)

### Climat
Pour des articles plus généraux, voir Climat d'Auvergne-Rhône-Alpes et Climat de l'Isère.
En 2010, le climat de la commune est de type climat de montagne, selon une étude du Centre national de la recherche scientifique s'appuyant sur une série de données couvrant la période 1971-2000. En 2020, Météo-France publie une typologie des climats de la France métropolitaine dans laquelle la commune est exposée à un climat de montagne ou de marges de montagne et est dans la région climatique  Alpes du sud, caractérisée par une pluviométrie annuelle de 850 à 1 000 mm, minimale en été. 
Pour la période 1971-2000, la température annuelle moyenne est de 8,6 °C, avec une amplitude thermique annuelle de 17,5 °C. Le cumul annuel moyen de précipitations est de 1 029 mm, avec 8,9 jours de précipitations en janvier et 6 jours en juillet. Pour la période 1991-2020, la température moyenne annuelle observée sur la station météorologique de Météo-France la plus proche, « Pellafol-Chaneaux », sur la commune de Pellafol à 4 km à vol d'oiseau, est de 9,5 °C et le cumul annuel moyen de précipitations est de 989,6 mm,. Pour l'avenir, les paramètres climatiques de la commune estimés pour 2050 selon différents scénarios d'émission de gaz à effet de serre sont consultables sur un site dédié publié par Météo-France en novembre 2022.

### Hydrographie
Le Drac, d'abord vif puis en retenue (lac du Sautet), borde la commune à l'est et au nord. Un seul petit ruisseau, descendant du Faraud, traverse le village et se jette dans le plan d'eau du Sautet (non référencé sur la base du SANDRE).

### Voies de communication
La commune est longée au nord par la route départementale 217, qui relie la RN 85 (lieudit le Motty) à la vallée de la Souloise en passant par Ambel, et à l'est par la D 57L, qui relie le Motty à la Guinguette (commune du Noyer par le Glaizil. La seule route qui monte au chef-lieu est la D 217 A, embranchement de la D 217, route en cul-de-sac depuis plusieurs années en raison de l'effondrement du tunnel par lequel elle poursuivait en direction du sud jusqu'à la D 57 L.
Beaufin est à 10 km de Corps et 70 km (1 h 30 de route) de Grenoble, sa préfecture, mais à seulement 30 km (45 min) de Gap, préfecture des Hautes-Alpes, département dont la commune est limitrophe.

## Urbanisme

### Typologie
Au 1er janvier 2024, Beaufin est catégorisée commune rurale à habitat très dispersé, selon la nouvelle grille communale de densité à sept niveaux définie par l'Insee en 2022.
Elle est située hors unité urbaine et hors attraction des villes,.

### Occupation des sols

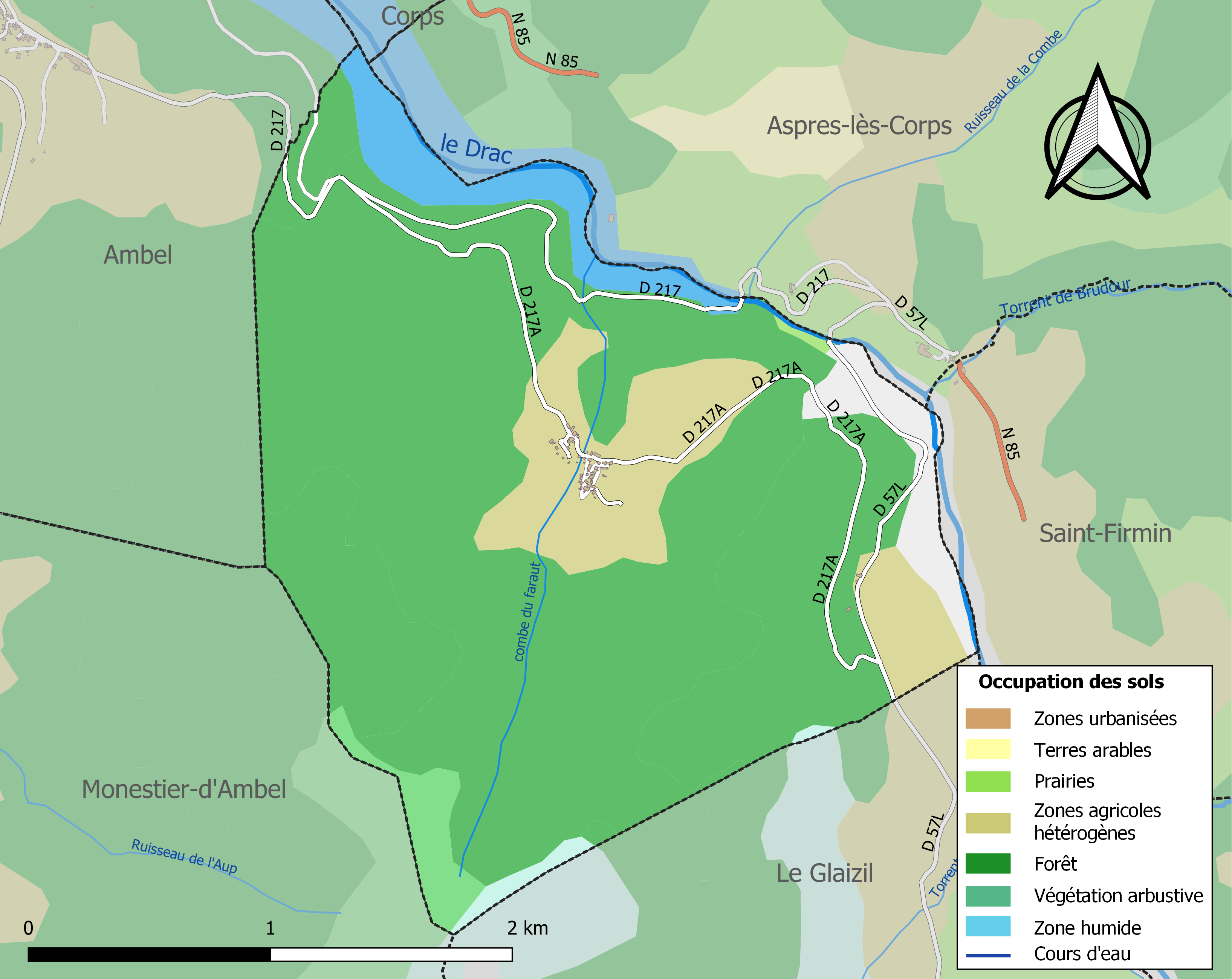
Carte des infrastructures et de l'occupation des sols de la commune en 2018 (CLC).

L'occupation des sols de la commune, telle qu'elle ressort de la base de données européenne d’occupation biophysique des sols Corine Land Cover (CLC), est marquée par l'importance des forêts et milieux semi-naturels (82,8 % en 2018), une proportion identique à celle de 1990 (82,8 %). La répartition détaillée en 2018 est la suivante : 
forêts (75,9 %), zones agricoles hétérogènes (12,3 %), espaces ouverts, sans ou avec peu de végétation (4,8 %), eaux continentales (4,7 %), milieux à végétation arbustive et/ou herbacée (2,1 %), prairies (0,1 %).
L'IGN met par ailleurs à disposition un outil en ligne permettant de comparer l’évolution dans le temps de l’occupation des sols de la commune (ou de territoires à des échelles différentes). Plusieurs époques sont accessibles sous forme de cartes ou photos aériennes : la carte de Cassini (XVIIIe siècle), la carte d'état-major (1820-1866) et la période actuelle (1950 à aujourd'hui).

### Risques naturels et technologiques

#### Risques sismiques
L'ensemble du territoire de la commune de Beaufin est situé en zone de sismicité n°3 (sur une échelle de 1 à 5), comme la plupart des communes de son secteur géographique. Elle se situe cependant au sud de la limite d'une zone sismique classifiée de « moyenne ».
| Type de zone | Niveau            | Définitions (bâtiment à risque normal) |
| ------------ | ----------------- | -------------------------------------- |
| Zone 3       | Sismicité modérée | accélération = 1,1 m/s2                |

## Histoire
En 1790, la commune fut, comme ses voisines, intégrée tout d'abord au département des Hautes-Alpes, puis quelques années plus tard au département de l'Isère, dans le canton de Corps.

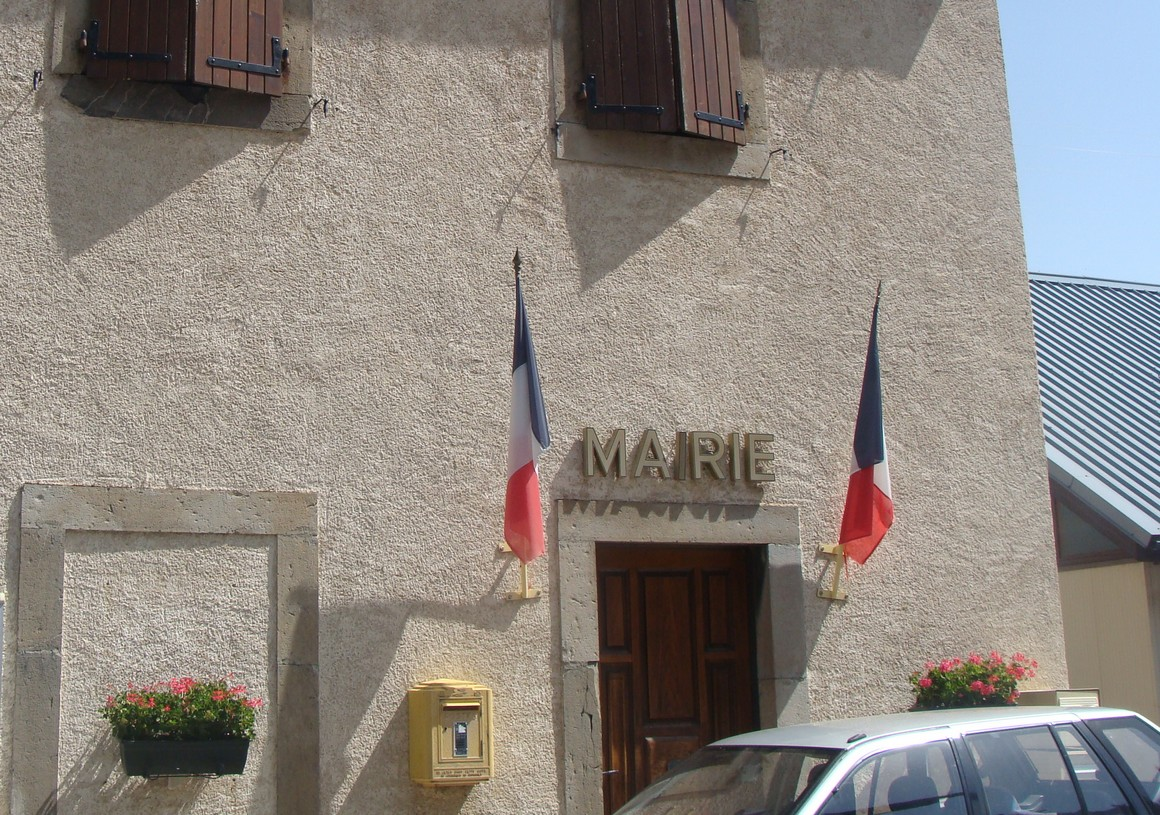
La mairie.

## Politique et administration

### Liste des maires
| Période                                  | Période  | Identité          | Étiquette | Qualité |
| ---------------------------------------- | -------- | ----------------- | --------- | ------- |
| 2001                                     | 2003     | Alpnonse Bonthoux | ...       | ...     |
| 2003                                     | En cours | Emmanuel Serre    | UDI (PR)  | ...     |
| Les données manquantes sont à compléter. |          |                   |           |         |

## Population et société

### Démographie

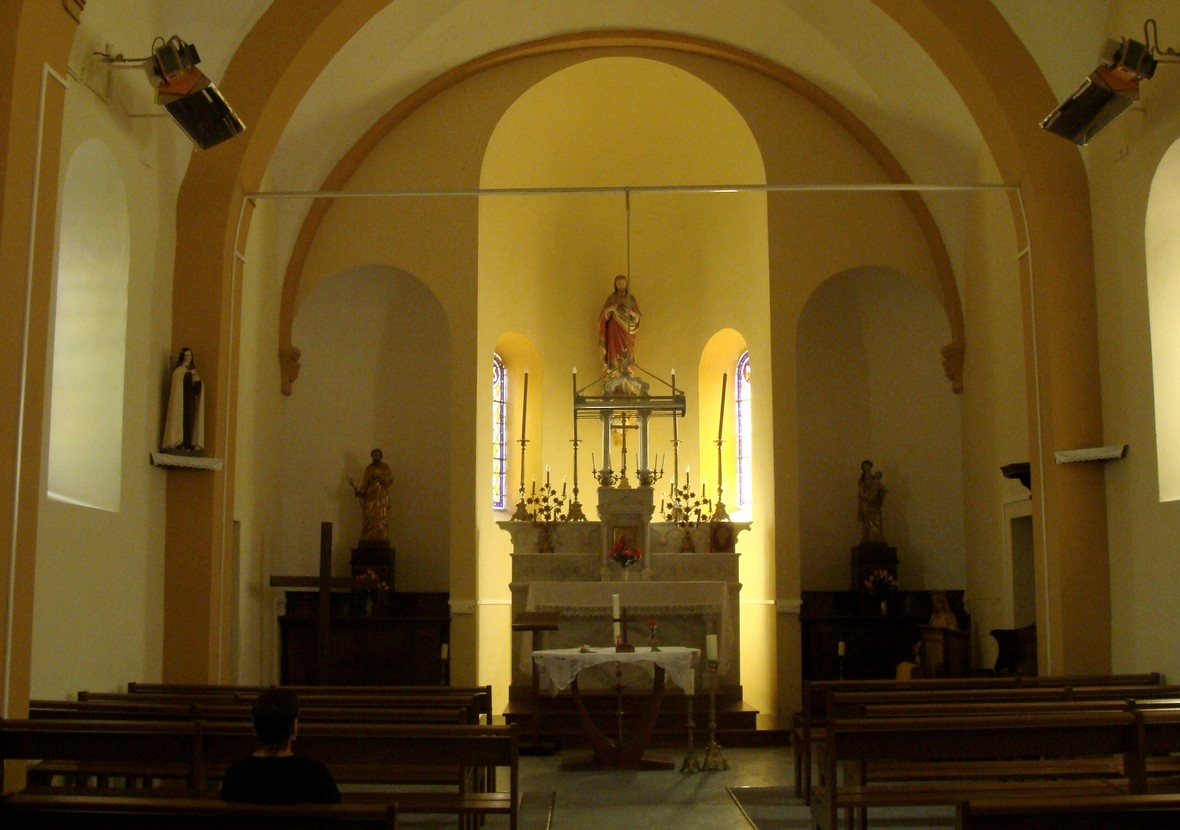
L'église, vue intérieure.

L'évolution du nombre d'habitants est connue à travers les recensements de la population effectués dans la commune depuis 1793. Pour les communes de moins de 10 000 habitants, une enquête de recensement portant sur toute la population est réalisée tous les cinq ans, les populations de référence des années intermédiaires étant quant à elles estimées par interpolation ou extrapolation. Pour la commune, le premier recensement exhaustif entrant dans le cadre du nouveau dispositif a été réalisé en 2005.

En 2022, la commune comptait 20 habitants, en stagnation par rapport à 2016 (Isère : +3,07 %, France hors Mayotte : +2,11 %).
| 1793 | 1800 | 1806 | 1821 | 1831 | 1836 | 1841 | 1846 | 1851 |
| ---- | ---- | ---- | ---- | ---- | ---- | ---- | ---- | ---- |
| 157  | 107  | 175  | 201  | 214  | 191  | 175  | 172  | 185  |

| 1856 | 1861 | 1866 | 1872 | 1876 | 1881 | 1886 | 1891 | 1896 |
| ---- | ---- | ---- | ---- | ---- | ---- | ---- | ---- | ---- |
| 196  | 172  | 174  | 171  | 171  | 151  | 160  | 139  | 122  |

| 1901 | 1906 | 1911 | 1921 | 1926 | 1931 | 1936 | 1946 | 1954 |
| ---- | ---- | ---- | ---- | ---- | ---- | ---- | ---- | ---- |
| 119  | 106  | 101  | 83   | 80   | 48   | 51   | 35   | 44   |

| 1962 | 1968 | 1975 | 1982 | 1990 | 1999 | 2005 | 2006 | 2010 |
| ---- | ---- | ---- | ---- | ---- | ---- | ---- | ---- | ---- |
| 32   | 31   | 29   | 21   | 25   | 27   | 25   | 25   | 22   |

| 2015 | 2020 | 2022 | - | - | - | - | - | - |
| ---- | ---- | ---- | - | - | - | - | - | - |
| 21   | 21   | 20   | - | - | - | - | - | - |

### Enseignement
La commune est rattachée à l'académie de Grenoble.

### Médias
Historiquement, le quotidien régional Le Dauphiné libéré consacre, chaque jour, y compris le dimanche, dans son édition de Romanche et Oisans, un ou plusieurs articles à l'actualité du canton et de la communauté de communes, quelquefois de la commune, ainsi que des informations sur les éventuelles manifestations locales.
La commune est située sur l'aire de diffusion de radio Ici Isère, une radio publique qui émet sur tout le territoire du département de l'Isère.

### Cultes
La communauté catholique et l'église paroissiale de Beaufin (propriété de la commune) dépendent de la paroisse Saint Pierre Julien Eymard qui rassemble un grand nombre de villages autour de la cité de La Mure. Cette paroisse est rattachée au diocèse de Grenoble-Vienne.

## Culture et patrimoine

### Lieux et monuments
- Église Sainte-Marguerite du XIXe siècle : nef unique, éléments d'intérieur en marbre (autel, bénitier sur pied, font baptismal).
- Vestiges d’un château du début du XVe siècle.
- Rocher rouge (coulées de lave).

### Personnalités liées à la commune
- Emile Joseph Achy, né le 24 novembre 1884 à Beaufin, chevalier de la légion d'honneur[réf. nécessaire].

### Héraldique
|  | Beaufin possède des armoiries dont l'origine et le blasonnement exact ne sont pas disponibles. |